# Auchendinny
Auchendinny, veraltet auch Auchindinny, ist ein Dorf in der schottischen Council Area Midlothian. Es liegt rund zwei Kilometer nordöstlich von Penicuik und zwölf Kilometer südlich des Zentrums von Edinburgh. Die Ortschaft liegt in der Senke des Baches Glencorse Burn, der wenige hundert Meter östlich von Auchendinny in den North Esk einmündet.

## Geschichte
Ab dem frühen 18. Jahrhundert entwickelte sich Auchendinny als Standort der Papierindustrie. Die Auchindinny Mill brannte in den 1840er Jahren aus und wurde zu einer Wäscherei umgenutzt, die schließlich in den 1960er Jahren schloss. Als letzter papierverarbeitender Betrieb an diesem Standort schloss die 1837 gegründete Dalmore Mill im Jahre 2005.
Direkt südlich von Auchendinny liegt die herrschaftliche Villa Auchendinny House. Das in den 1700er Jahren errichtete Gebäude geht möglicherweise auf einen Vorgängerbau am selben Standort zurück. Es gilt als das letzte und kleinste von William Bruce entworfene Gebäude. In den schottischen Denkmallisten ist es in die höchste Kategorie A eingeordnet.
In den schottischen Zensusdaten ist Auchendinny nicht separat aufgeführt, sondern Penicuik zugeschlagen. Letztmals 1971 wurden in der Ortschaft 325 Einwohner gezählt, was einem Zuwachs von 13 Personen innerhalb von zehn Jahren entsprach.

## Verkehr
Die wenige hundert Meter nordwestlich verlaufende A701 (Edinburgh–Dumfries) bindet Auchendinny an das Fernstraßennetz an. Im Jahre 1872 erhielt Auchendinny einen eigenen Bahnhof entlang der Penicuik Railway, einer Nebenstrecke der Peebles Railway. Aus ökonomischen Gründen wurde der Betrieb 1951 eingestellt. Mit dem Old Woodhouselee Railway Viaduct sowie dem Old Woodhouselee Tunnel bezeugen noch zwei heute denkmalgeschützte Bauwerke in der Umgebung des Dorfes die Vergangenheit. Der Tunnel ist heute Teil eines Radwanderwegs.